# Lokalavisen Frederiksberg
Lokalavisen Frederiksberg er en lokal ugeavis på Frederiksberg udgivet siden 2005, hvor den blev etableret for at tage konkurrencen op med den traditionelle ugeavis Frederiksbergbladet. Avisen udgives af Udgiverselskabet 8/6 2005 A/S, og bag dette står udgiver og chefredaktør  Michael Engelbrecht.
Udgiverselskabet af 8. juni 2005 A/S åbnede i 2007 også Lokalavisen Valby, Lokalavisen Sydhavnen og Lokalavisen Hvidovre (månedsavis), som havde Karsten Madsen (tidligere chef for Berlingske Tidende og Jyske Vestkysten) som ansvarshavende redaktør.
Sidenhen er Karsten Madsen blevet bortvist og i forlængelse af dette måtte Lokalavisen Frederiksberg og Lokalavisen Valby udskilles i hvert sit selskab, så det i dag er Udgiverselskabet af 18/5 2009 ApS, der udgiver Lokalavisen Frederiksberg. Lokalavisen Valby er sidenhen blevet lukket.
Lokalavisen Frederiksberg har fælles design og nært samarbejde med Lokalavisen Amager Bil & Bolig, Lokalavisen Vanløse, Lokalavisen Brønshøj, Lokalavisen Grøndal, Lokalavisen 2500 Valby, Lokalavisen 2450 Sydhavnen og Lokalavisen 2650 Hvidovre.